# Guerra lingüística
La Guerra de la Lingüística es un término coloquial que se emplea en discusiones prolongadas dentro la gramática generativa estadounidense. Se trata de un término proveniente de una disputa entre Noam Chomsky y algunos de sus primeros estudiantes y compañeros de trabajo, la cual tuvo lugar especialmente en los años sesenta y los setenta.
Lingüistas como Paul Postal, “Haj” Ross, George Lakoff y James McCawley la denominaron “Los Cuatro Jinetes del Apocalipsis” y —propusieron una teoría alternativa a la gramática generativa, que básicamente tiró por los suelos la teoría de Chomsky al centrarse en la semántica lingüística antes que en la gramática como la base del concepto de Chomsky a cerca de la estructura profunda. Mientras que Chomsky y otros “generative grammarians” discutieron que el significado provenía del orden subyacente de las palabras que eran usadas. La semántica generativa menciona el significado de las palabras dando lugar a su orden.
Finalmente, la gramática generativa produjo un paradigma alternativo y lingüístico conocido como la lingüística cognitiva, que intenta correlacionar el entendimiento del lenguaje con función biológica de estructuras neutrales y específicas. Mientras que la narrativa semántica se basa en la premisa de que la mente tiene un módulo único e independiente para el desarrollo del lenguaje, los lingüistas cognitivos niegan esto. Sin embargo, aseguran que el proceso de lingüística está fundado por profundas estructuras conceptuales y aún más importante es que las habilidades cognitivas que se usan para procesar esta información son parecidas a aquellas que se emplean en otras tareas no lingüísticas. La mayor parte de este trabajo ha sido publicado a día de hoy bajo el nombre neurolingüística.

## Gramática Generativa
La gramática generativa trata de predecir mediante una serie de reglas la combinación de palabras que forman una frase.
Hay diferentes tipos de gramática generativa, entre ellos la gramática generativa transformacional desarrollada por Noam Chomsky a mitad de los años 50. Sin embargo los lingüistas siguen en desacuerdo respecto al tipo de gramática generativa que podría ser usada como mejor modelo para la descripción del lenguaje natural.
Este término no solo distingue las estructuras gramaticales de un idioma mediante las secuencias de palabras del mismo. Además, proporcionan una descripción estructural y un análisis sintáctico de cada estructura gramatical.
Noam Chomsky es considerado el padre de la lingüística moderna - también llamada analítica lingüística. En 2008 cumplió 80 años y fue emérito de lingüística en el Instituto Tecnológico de Massachusetts. Además combinó su trabajo con sus intereses en filosofía, política y ética aparte de añadir en su criterio analístico las disciplinas de psicología, antropología y neurociencia.
George Lakoff es descrito como alguien que cree en el pensamiento no-metafísico pero únicamente cuando las personas describen realidades físicas auténticas. Además George Lakoff abarcó la conexión entre razón y emoción. De esta forma observó que sin la emoción una persona no puede motivarse puesto que sin la emoción "no podemos hacer nada" ya que no sabremos lo que estamos buscando. Los biólogos interpretan las emociones como algo químico que puede producir emociones que podrían llegar a ser contraproductivas. George Lakoff demostró que la razón se encuentra la mayor parte de las veces por debajo de la propia consciencia y que el proceso de razonamiento es más complejo que lo vivido en el pasado.
Él afirma que las emociones varían intensamente y por ello las personas se encuentran desprovistas de autocontrol. Él también tiene en cuenta el rol emotivo que se opone a la política retórica. Varias personas han criticado su trabajo entre ellos el ilustre profesor de Harvard.

## Libro
La Guerra de la Lingüística es también el título de un libro escrito en 1993 por Randy Allen Harris sobre este tema (ISBN 978-0-19-509834-1).
Trata el tema de la polémica involucrando a Chomsky y a otros personajes importantes (George Lakoff, Steve Pinker, etc..) y también destacando como ciertas teorías han evolucionado con características importantes e influenciando teorías lingüísticas actuales.